# Задача о вершинном покрытии
Задача о вершинном покрытии — NP-полная задача информатики в области теории графов. Часто используется в теории сложности для доказательства NP-полноты более сложных задач.

## Определение
Вершинное покрытие для неориентированного графа {\displaystyle G=(V,E)} — это множество его вершин {\displaystyle S}, такое, что, у каждого ребра графа хотя бы один из концов входит в вершину из {\displaystyle S}.

Размером (size) вершинного покрытия называется число входящих в него вершин.
Пример: Граф, изображённый справа, имеет вершинное покрытие {\displaystyle \{1,3,5,6\}} размера 4. Однако оно не является наименьшим вершинным покрытием, поскольку существуют вершинные покрытия меньшего размера, такие как {\displaystyle \{2,4,5\}} и {\displaystyle \{1,2,4\}}.
Задача о вершинном покрытии состоит в поиске вершинного покрытия наименьшего размера для заданного графа (этот размер называется числом вершинного покрытия графа).
На входе: Граф {\displaystyle G=(V,E)}.
Результат: множество {\displaystyle C\subseteq V} — наименьшее вершинного покрытие графа {\displaystyle G}.
Также вопрос можно ставить как эквивалентную задачу разрешения:
На входе: Граф {\displaystyle G} и положительное целое число {\displaystyle k}.
Вопрос: Существует ли вершинное покрытие {\displaystyle C} для графа {\displaystyle G} размера не более {\displaystyle k}?
Задача о вершинном покрытии сходна с задачей о независимом множестве. Поскольку множество вершин {\displaystyle C} является вершинным покрытием тогда и только тогда, когда его дополнение {\displaystyle V\setminus C} является независимым множеством, задачи сводятся друг к другу.

## NP-полнота
Поскольку задача о вершинном покрытии является NP-полной, то, к сожалению, неизвестны алгоритмы для её решения за полиномиальное время. Однако существуют аппроксимационные алгоритмы, дающие «приближённое» решение этой задачи за полиномиальное время — можно найти вершинное покрытие, в котором число вершин не более чем вдвое превосходит минимально возможное. 
Один из первых, приходящих в голову, подходов решения задачи - аппроксимация через жадный алгоритм: Необходимо добавлять вершины с максимальным количеством соседей в вершинное покрытие, пока задача не будет решена, однако такое решение не имеет {\displaystyle \rho }-аппроксимации для любого константного {\displaystyle \rho }.
Другой вариант решения - нахождение максимального паросочетания {\displaystyle M\in E} на данном графе {\displaystyle G=(V,E)} и выбор в качестве вершинного покрытия множества {\displaystyle C=\bigcup _{e\in M}e}. Корректность такого алгоритма доказывается от противного: Если {\displaystyle C} не является вершинным покрытием (не обязательно наименьшим), т.е. {\displaystyle \exists e\colon e\cap C=\emptyset }, то {\displaystyle M} не является максимальным паросочетанием. Фактор аппроксимации же доказывается следующим образом: Пусть {\displaystyle \tau (G)=|V|-\alpha (G)}, где {\displaystyle \alpha (G)} - число независимости графа {\displaystyle G}, и {\displaystyle M_{max}(G)} - наибольшее паросочетание графа {\displaystyle G}. Тогда фактор аппроксимации равен {\displaystyle {\frac {2\cdot |M|}{\tau (G)}}\leqslant {\frac {2\cdot |M_{max}(G)|}{\tau (G)}}\leqslant {\frac {2\cdot |M_{max}(G)|}{|M_{max}(G)|}}=2}.
В общем случае задача о вершинном покрытии может быть аппроксимирована с фактором {\displaystyle 2-{\frac {\log \log n}{2\cdot \log n}}}.

## Задача о вершинном покрытии в двудольных графах
В двудольных графах задача о вершинном покрытии разрешима за полиномиальное время, поскольку сводится к задаче о наибольшем паросочетании (Теорема Кёнига).